# Ветлуга (річка)
Ветлу́га (марій. Вӹтлӓ / Вӱтла) — річка в центрі Європейської частини Росії, ліва притока річки Волга. Тече теренами Кіровської, Костромської і Нижньогородської областей і республіки Марій Ел.
Довжина річки — 889 км, сточище — 39 400 км². Середня витрата води в пониззі 255 м³/с. Лівий берег низинний, правий високий (до 100 м) складений мергелями і пісковиками. Течія повільна, багато стариць. Притоки: Нея, Велика Какша, Уста, Юронга — ліві; Вохма, Люнда — праві. Живлення снігове. Льодостав з початку листопада по квітень. Сплавна. Судноплавна на 700 км від гирла.

## Населені пункти
На річці розташовані міста Шар'я і Ветлуга, селища міського типу Варнавино, Ветлузький, Красні Баки, Воскресенське.
На березі Чебоксарського водосховища, при впадінні Ветлуги знаходиться селище міського типу Юрино.